# Everlast (muzikant)

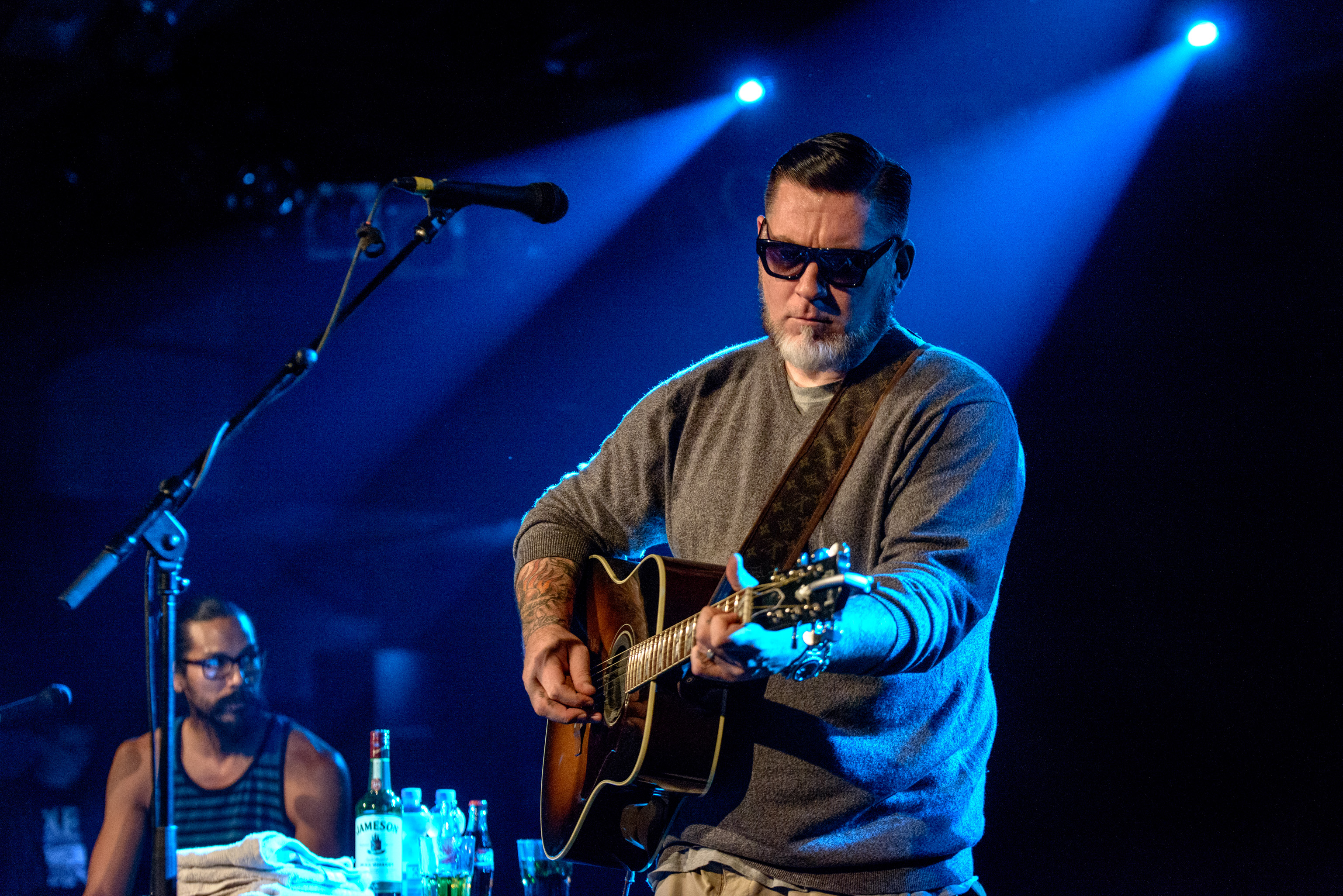
Everlast in 2015

Erik Francis Schrody (18 augustus 1969, Valley Stream, New York), beter bekend onder zijn artiestennaam Everlast, is een Amerikaans musicus. Hij is vooral bekend van het nummer What It's Like. Tevens is hij voorman van hiphopgroep House of Pain. Daarnaast maakt hij ook onderdeel uit van La Coka Nostra.
Zijn recentste album, zijn achtste, is Everlast - The Life Acoustic (2013).
- Bibliothèque nationale de France: cb140232519 (data)
- Gemeinsame Normdatei: 134664183
- International Standard Name Identifier: 0000 0000 7839 985X
- Library of Congress Control Number: n92029371
- MusicBrainz: ca39d50f-9885-420e-88d6-9c3f64038773
- Nationale Bibliotheek van Tsjechië: xx0023461
- Système universitaire de documentation: 084163534
- Virtual International Authority File: 5130952
- WorldCat: E39PBJyhjv7bWTX8vmy6M4Y773